# 10820 Оффенбах
10820 Оффенбах (10820 Offenbach) — астероїд головного поясу, відкритий 18 серпня 1993 року.
Тіссеранів параметр щодо Юпітера — 3,505.